# Kapunda
Kapunda è una città dell'Australia Meridionale (Australia); essa si trova 80 chilometri a nord-est di Adelaide ed è la sede della Municipalità di Light. Al censimento del 2021 contava 2.633 abitanti.